# Кисо, Ненад
Не́над Ки́со (босн. Nenad Kiso; 30 апреля 1989, Любляна, СФРЮ) — боснийский футболист, полузащитник боснийского клуба «Земун». Выступал за молодёжную сборную Босния и Герцеговины.

## Карьера

### Клубная
Свою футбольную карьеру Кисо начал в молодёжной команде белградского «Партизана». С 2008 выступал за клуб сербской Суперлиги «Чукарички». В 2011 году перешёл в боснийский клуб «Олимпик».

### В сборной
Несмотря на то, что Кисо родился в столице нынешней Словении Любляне, он является игроком молодёжной сборной Боснии и Герцеговины.